# Lekkum
Lekkum est un village de la commune néerlandaise de Leeuwarden, dans la province de Frise.

## Géographie
Le village est situé au nord-est de la ville de Leeuwarden. Il est arrosé par le Dokkumer Ie.

## Histoire
Lekkum fait partie de la commune de Leeuwarderadeel avant le 1er janvier 1944, puis de celle de Leeuwarden.

## Démographie
Le 1er janvier 2018, le village comptait 435 habitants.